# Cheltenham (lettertype)
Cheltenham is een lettertype met schreven ontworpen in 1896 door architect Bertram Goodhue en directeur van de Cheltenham Press Ingalls Kimball. Patent voor dit lettertype is in 1904 op naam gezet van Kimball.

## Ontwerp
De originele naam volgens de ontwerptekeningen was Boston Old Style, bestaande uit letters van ongeveer 35 cm hoog.
Deze werden overhandigd aan Morris Fuller Benton van American Type Founders die het uitwerkte tot een definitief ontwerp.
Proeven van stempels werden al in 1899 gesneden maar de set was pas compleet in 1902.
Later heeft Benton een uitgebreidere lettertypebibliotheek van Cheltenham gemaakt.
Cheltenham is niet enkel gebaseerd op een historisch model, maar vertoont ook invloeden van de eigentijdse arts-and-craftsbeweging.
Hoewel oorspronkelijk bedoeld als letter voor bulktekst werd Cheltenham enorm populair voor "display"-doeleinden.
In 2003 gaf het dagblad The New York Times opdracht aan Matthew Carter om lettersets (o.a. "condensed") toe te voegen aan Cheltenham.

## Varianten van Cheltenham
- uit lood gegoten letters:
  - Cheltenham (ATF, 1903, Bertram Goodhue/Ingalls Kimball/Morris Fuller Benton/Joseph W. Phinney)
  - Cheltenham Bold (ATF, 1903, Morris Fuller Benton)
  - Cheltenham Bold Condensed (ATF, 1904, Morris Fuller Benton)
  - Cheltenham Bold Italic, Cheltenham Bold Condensed Italic, Cheltenham Wide, Cheltenham Bold Outline (ATF, 1905, Morris Fuller Benton)
  - Cheltenham Bold Extra Condensed, Cheltenham Bold Extended (ATF, 1906, Morris Fuller Benton)
  - Cheltenham Inline, Cheltenham Inline Extra Condensed (ATF)
  - Cheltenham Inline Extended (ATF, 1907, Morris Fuller Benton)
  - Cheltenham Oldstyle Condensed, Cheltenham Medium (ATF, 1909, Morris Fuller Benton)
  - Cheltenham Medium Italic, Cheltenham Extra Bold (ATF, 1910, Morris Fuller Benton)
  - Cheltenham Bold Shaded, Cheltenham Bold Italic Shaded, Cheltenham Extra Bold Shaded (ATF, 1912, Morris Fuller Benton)
  - Cheltenham Medium Condensed, Cheltenham Medium Expanded (ATF, 1913, Morris Fuller Benton)
  - Cheltenham Cursive (Ludlow Typograph, Robert Hunter Middleton)
  - Cheltenham Wide Italic (Monotype, Sol Hess)
  - Venetian (ATF, 1911, Morris Fuller Benton) oorspronkelijk genaamd "Cheltenham #2"
  - Cheltonian (Intertype Corporation)
  - Chesterfield (Western Type Foundry)
  - Craftsman (Hansen Type Foundry)
  - Kenilworth (Inland Type Foundry, 1904)
  - Lowell (Keystone Type Foundry, 1905, Charles W. Smith)
  - Winchester (Stephenson Blake)
  - Gloucester (Monotype)
  - Sorbonne (Berthold, 1905)
- voor fotozetten ontworpen varianten van Cheltenham:
  - Nordoff (Autologic)
  - Sorbonne (Berthold)
  - Cheltonian (Harris)
  - Gloucester (Monotype)
  - ITC Cheltenham (ITC, 1975, Tony Stan)
- de volgende digitale varianten worden tegenwoordig uitgegeven:
  - Cheltenham (Bitstream)
  - ITC Cheltenham (Linotype / Monotype / Adobe)
  - ITC Cheltenham Handtooled (ITC, 1993, Ed Benguiat)
  - Cheltenham (Tilde)
  - Cheltenham (Font Bureau)
  - Cheltenham (URW++)
  - Cheltenham (Scangraphic)
  - Cheltenham (Elsner+Flake)